# Сто знаменитых видов Эдо
«Сто знаменитых видов Эдо» (яп. 名所江戸百景 Мэйсё Эдо хяккэй) — серия гравюр японского художника Хиросигэ, созданная им в период 1856—1858 гг. Состоит из 118 листов плюс 1 титульный.

## История
Эта серия — последняя из созданных мастером. Он начал её в тот год, когда удалился от мира, уйдя в буддийский монастырь (1856). Через два года он скончался от эпидемии холеры в возрасте 62 лет.
Серия выпускалась в 1856—1858 гг. издательством «Уоэй» (Uoya Eikichi), возглавляемым Уоя Эйкити. Некоторые листы были напечатаны уже после смерти автора.
- 1856: (3 год эры Ансэй, год Дракона) — 37 листов
- 1857: (4-й год эры Ансэй, год Змеи) — 71 лист
- 1858: (5-й год эры Ансэй, год Лошади) — 10 листов.

Не все листы серии выполнены Хиросигэ, 3 были созданы после его смерти учеником Сигэнобу (1826—1869), принявшим псевдоним Хиросигэ II, хотя с точностью ему аттрибутирован только один, подписанный им.

## Описание
Серия включает 119 листов вертикального формата (oban tateye), объединенных общим сюжетом — изображением пейзажных и бытовых зарисовок города Эдо. Она является самой большой серией ксилографий этого размера, напечатанных в технике нисики-э из когда-либо созданных в Японии.

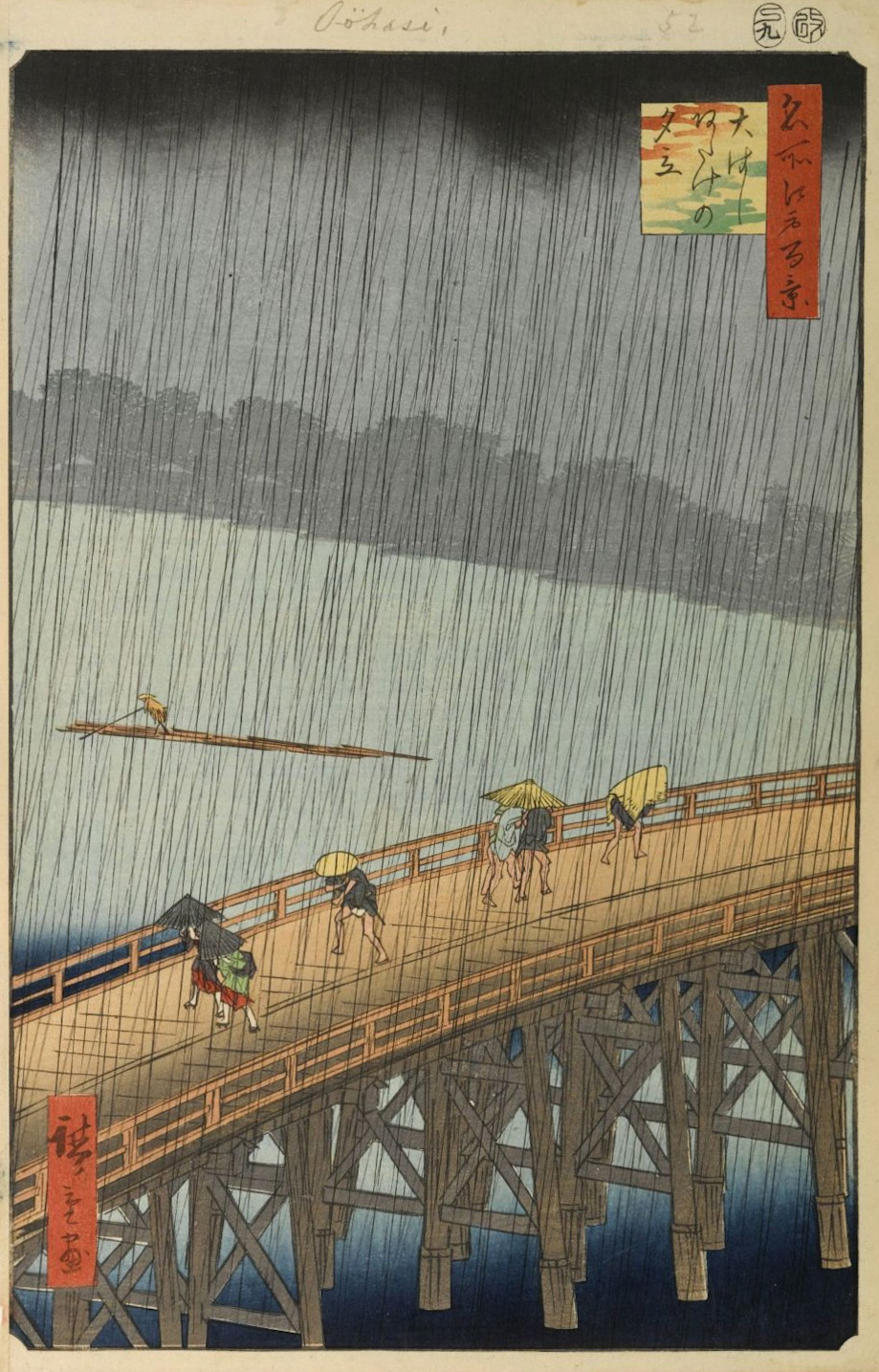
№ 52. «Вечерний дождь в Атаке на Великом мосту»

Гравюры расположены не в хронологическом, по мере создания художником, порядке, а сгруппированы по темам — сезонам:
- Весна — 42 листа
- Лето — 30 листов
- Осень — 26 листов
- Зима — 20 листов
- Содержание — 1 лист (добавлен издателем).

Неизвестно, является ли объединение по сезонам замыслом автора или же издателя.
Помимо изображения на листе присутствуют надписи:
- в верхнем правом углу (розовый или красный прямоугольник) — название серии
- рядом (многоцветный квадратный картуш) — описание изображенного места
- в нижней части гравюры (красный, реже жёлтый прямоугольник) — подпись художника «Хиросигэга» (Картина Хиросигэ) или «Хиросигэ хицу» (Картина (кисти) Хиросигэ).
- слева внизу, на полях — печать издателя «Ситая Уоэй» (Уоя Эйкити из района Ситая).
- рядом или на верхних полях — две цензорские печати («проверено», печать с датой)

Эта серия была напечатана в очень большом количестве оттисков, поэтому её листы являются наиболее легкодоступным для покупки из всех произведений Хиросигэ. Но с большим количеством копий связано одновременно то, что более поздние листы отличаются плохими оттенками и блеклыми цветотональными переходами. Первые оттиски можно опознать по наличию бокаши — специальной техники, используемой для градации цвета, примененной в заглавном картуше.

## Анализ

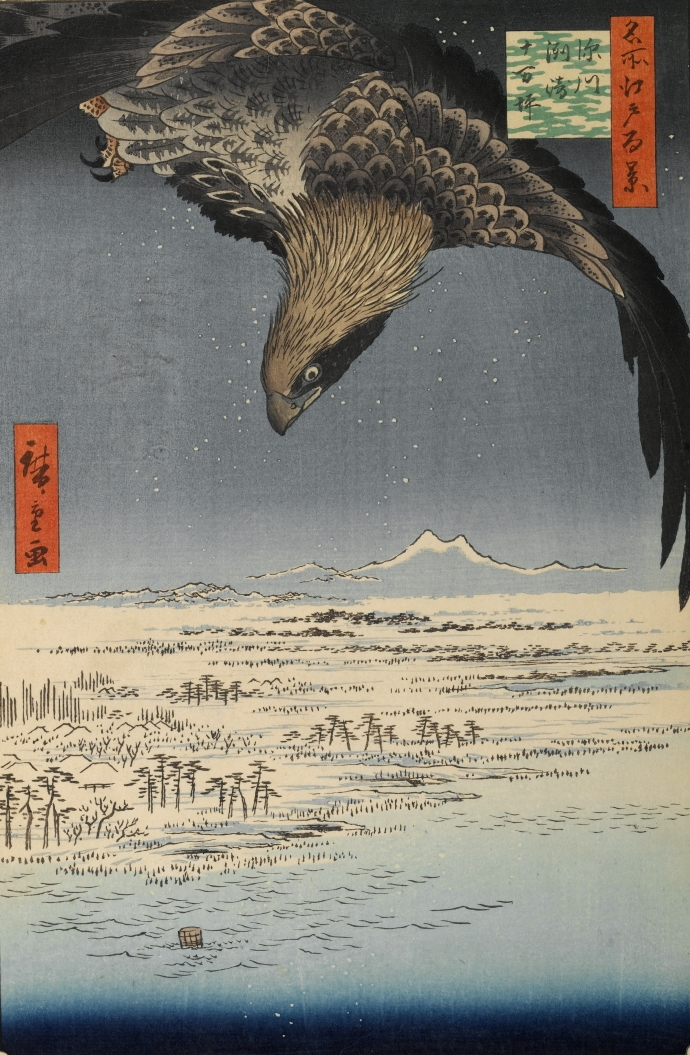
№ 107. «Сусаки и полет Дзюман-цубо около Фугакавы»

Тема города Эдо (Токио) была одной из самых любимых художником, родившемся в нём. Всего на протяжении своей жизни он создал порядка 1080 листов, где бы фигурировала эта столица. В данной серии он осветил не только красоту Эдо, но включил также отсылки на историю, обычаи и легенды. Темой изображения гравюр послужили не самые известные места города, а те, которые заинтересовали мастера своей живописностью. Примерно треть листов показывает воду, которая окружала Эдо в ту эпоху. Горы, в особенности пик Фудзи, также фигурируют на пейзажном фоне.
Пейзажи серии отличаются своей декоративностью. Интересная особенность — цветные картуши с надписями являются композиционными акцентами листа и включаются художником в его колористическую структуру. Поэтому их расположение не фиксировано. Подобное использование надписей встречалось у Хиросигэ и раньше, но только в данной серии оно столь максимально продумано.
Художник использует яркие, разнообразные цвета, необычную композицию и ракурсы. Подобная декоративность — новое качество, развившееся в творчестве Хиросигэ только в 1850-е годы. Большинство пейзажей, созданных Хиросигэ в этой серии, принадлежит к двум типам: виды с декоративными чертами или же зарисовки с натуры.
В первом типе на первый план выдвигается какой-либо предмет (птица, ветка, кусок дома), и через него вдали показан пейзаж. Таким противопоставлением планов передается глубина пространства (порой она акцентирована гипертрофированной линейной перспективой в стиле укиё-э XVIII в.). Описанный композиционный прием — необычен для пейзажа укиё-э. Благодаря ему создается эффект присутствия зрителя. Природа передана в восприятии её человеком.

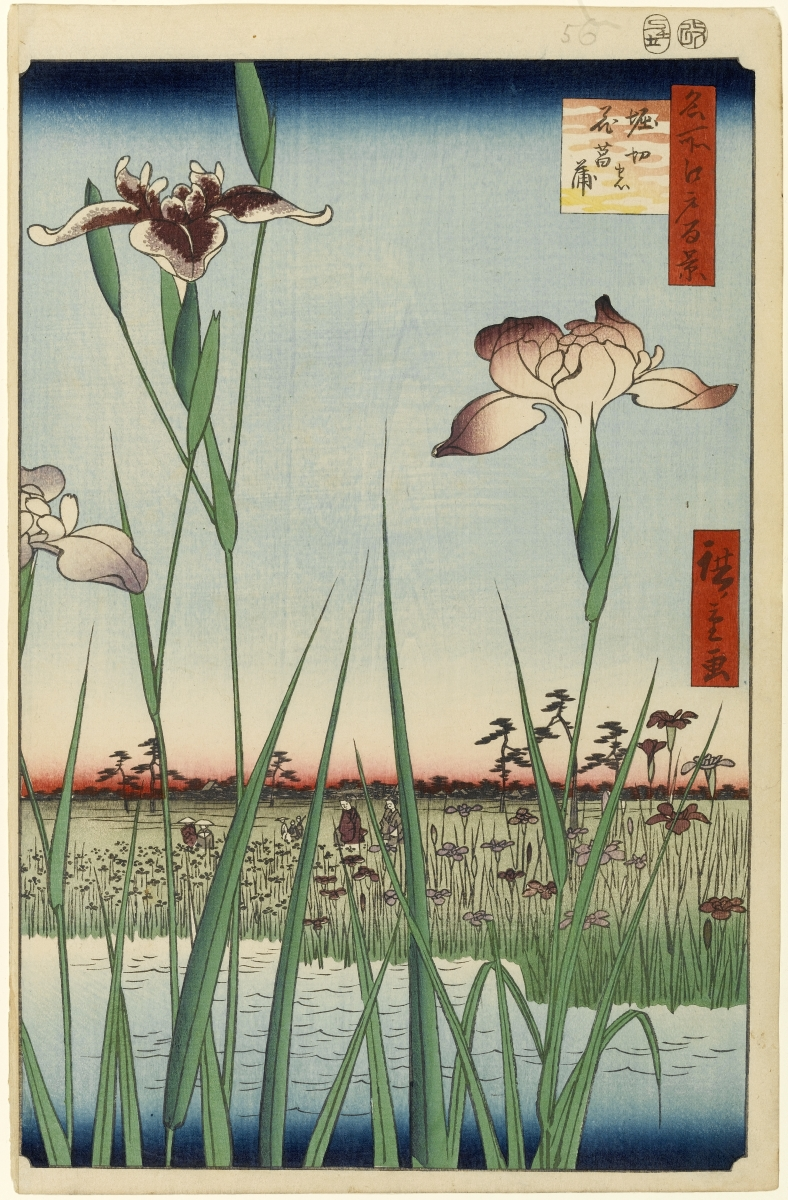
№ 56. Ирисы в Хорикири

Второй тип, натурные зарисовки, более традиционен и напоминает работы мастера 1830-х гг. благодаря мягкому лиричному настроению, и порой выглядят как фрагменты горизонтальных композиций.
Самыми удачными пейзажами считаются т. н. энкэй («виды издали»), где контрастное противопоставление планов соединено с точкой зрения сверху, что позволяет развернуть далекие горизонты.
Историки искусства затрудняются назвать конкретный жанр, в котором Хиросигэ создал эту серию, так как, в отличие от раннего периода творчества, когда он предпочитал работать в жанре пейзажа, здесь он синтезирует сразу несколько манер укиё-э: пейзаж, катега («живопись цветов и птиц»), изображение интерьера и натюрморта (бытовой жанр).
Принято считать, что все составляющие композиций этих листов Хиросигэ направлены на то, чтобы создать определенный психологический настрой, который бы позволил зрителю почувствовать состояние природы, на то, чтобы передать атмосферу переживания человеком природы. «Эта цель была главной для Хиросигэ во всех „Ста знаменитых видах Эдо“, за исключением, может быть, откровенно декоративных гравюр. Именно для её осуществления соединяет Хиросигэ в одной картине элементы различных жанров: пейзажа, натюрморта и бытового жанра. Этот прием характерен и для многих других листов серии».
Утверждают, что в данной серии Хиросигэ пришел к новому для японского искусства пониманию задач пейзажа — не просто достоверное изображение местности или превращение её в символ, но создание образа природы путём преломления его через призму переживания человеком, создание особого настроения в душе зрителя. «Пейзажи Хиросигэ — это новая и последняя ступень развития жанра пейзажа в гравюре укиё-э и шире — в традиционном искусстве Японии».

## Избранные гравюры

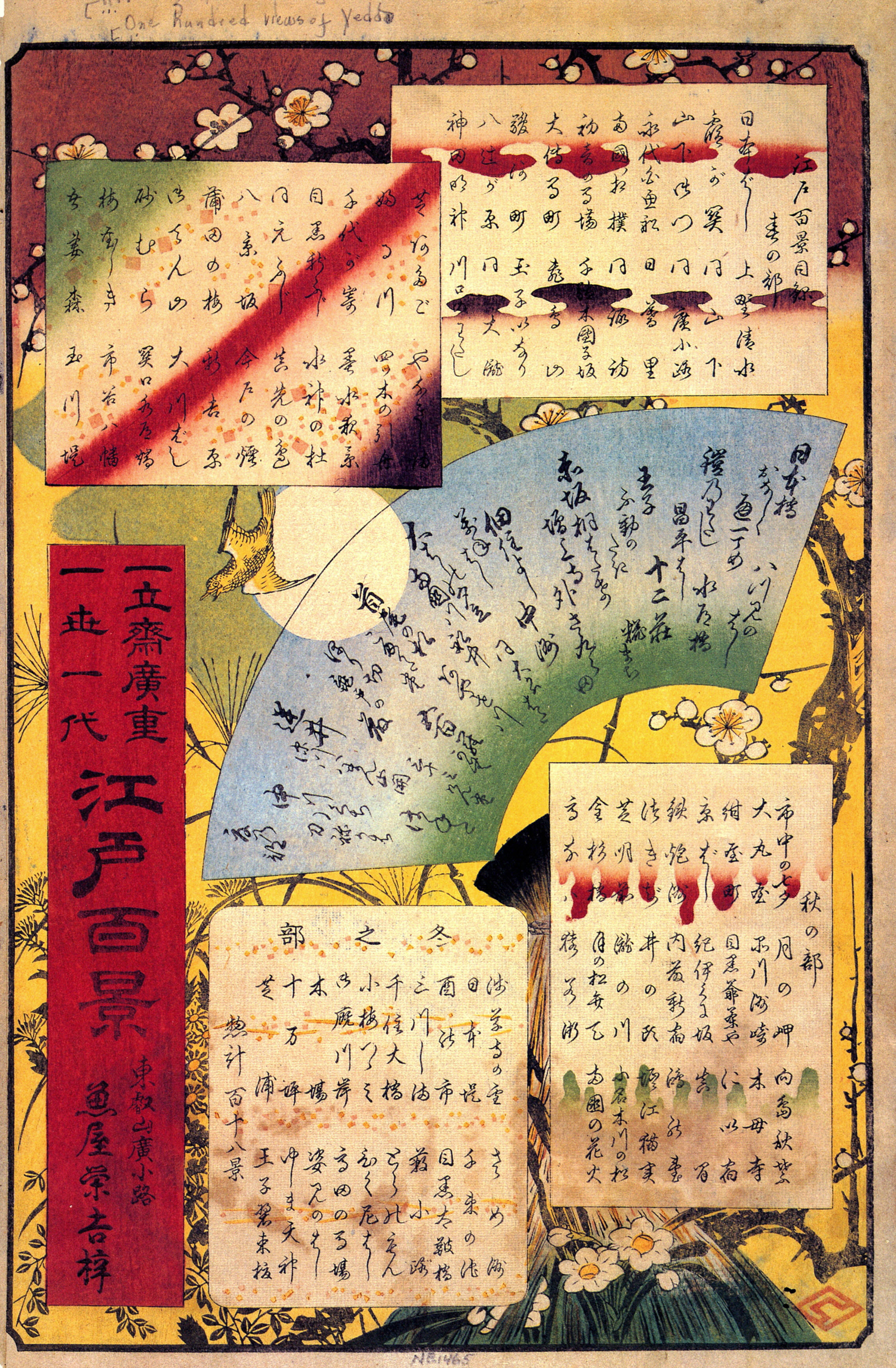
Содержание
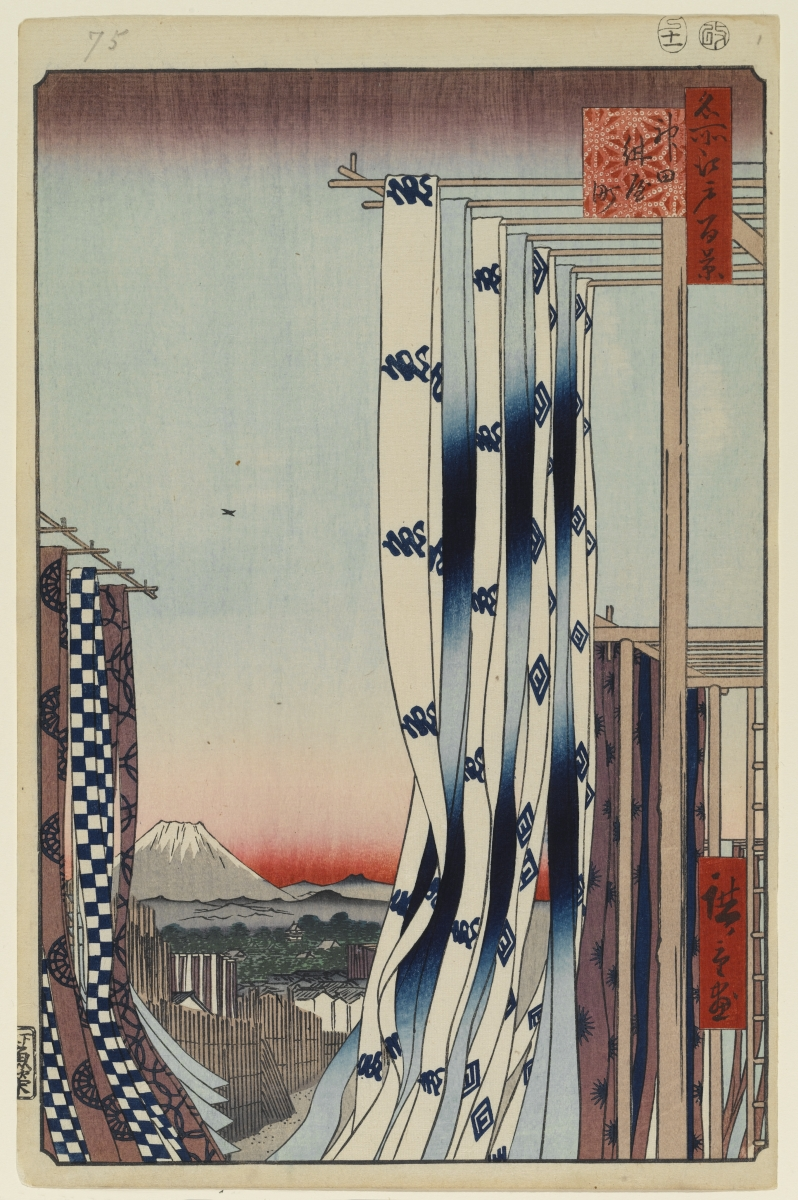
№75. «Квартал красильщиков в Канда»
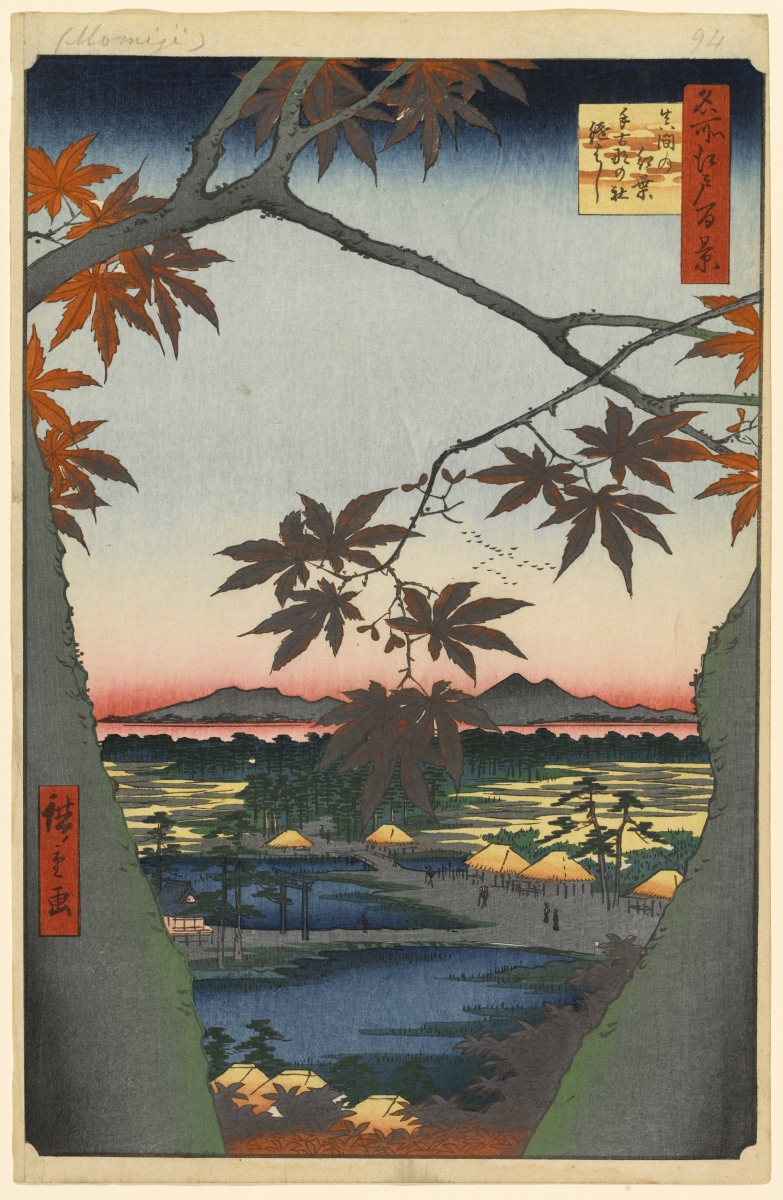
№94. «Кленовые листья и храм и мост Текона в Мама»
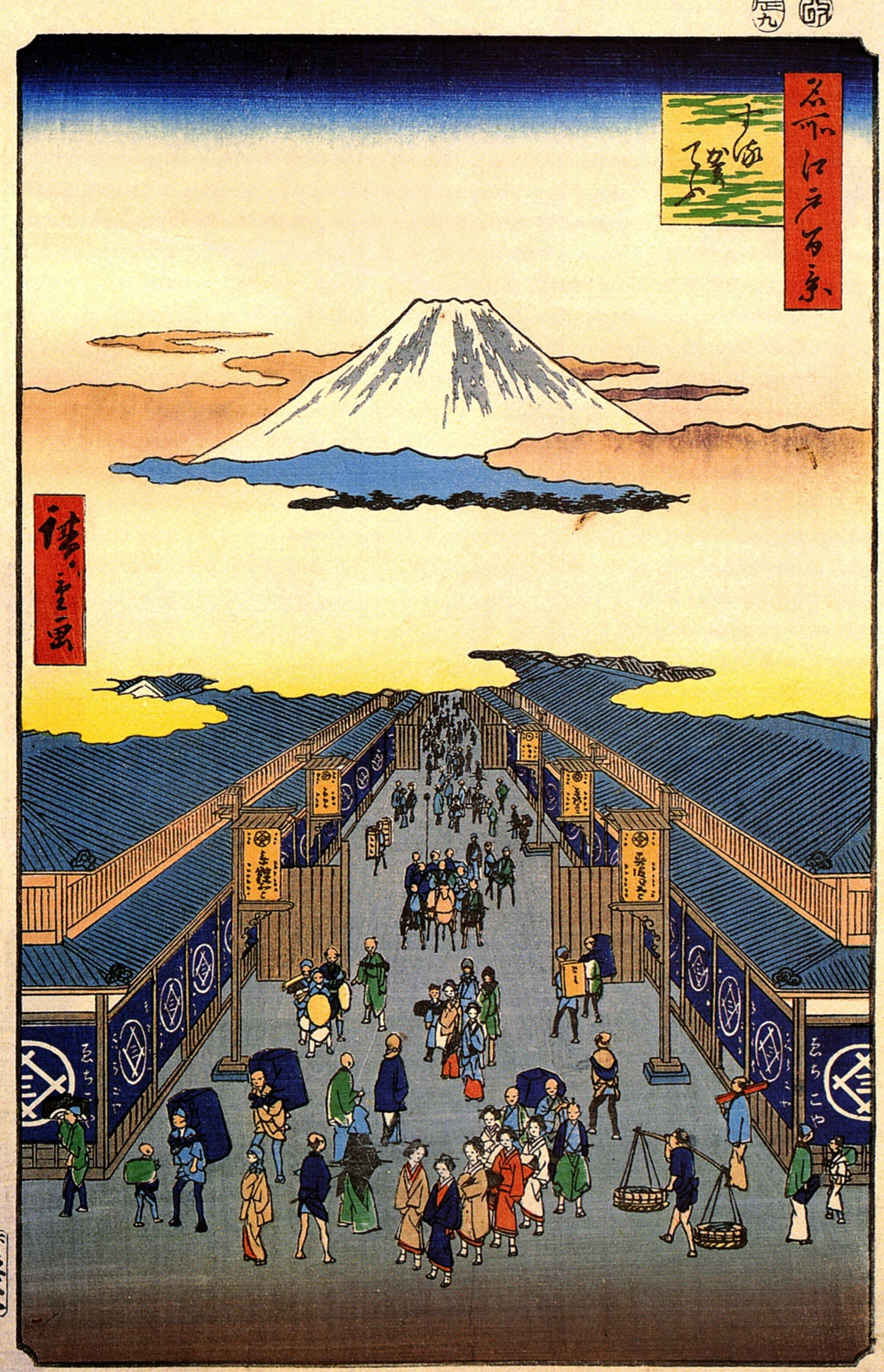
№8. «Улица Суругачо»
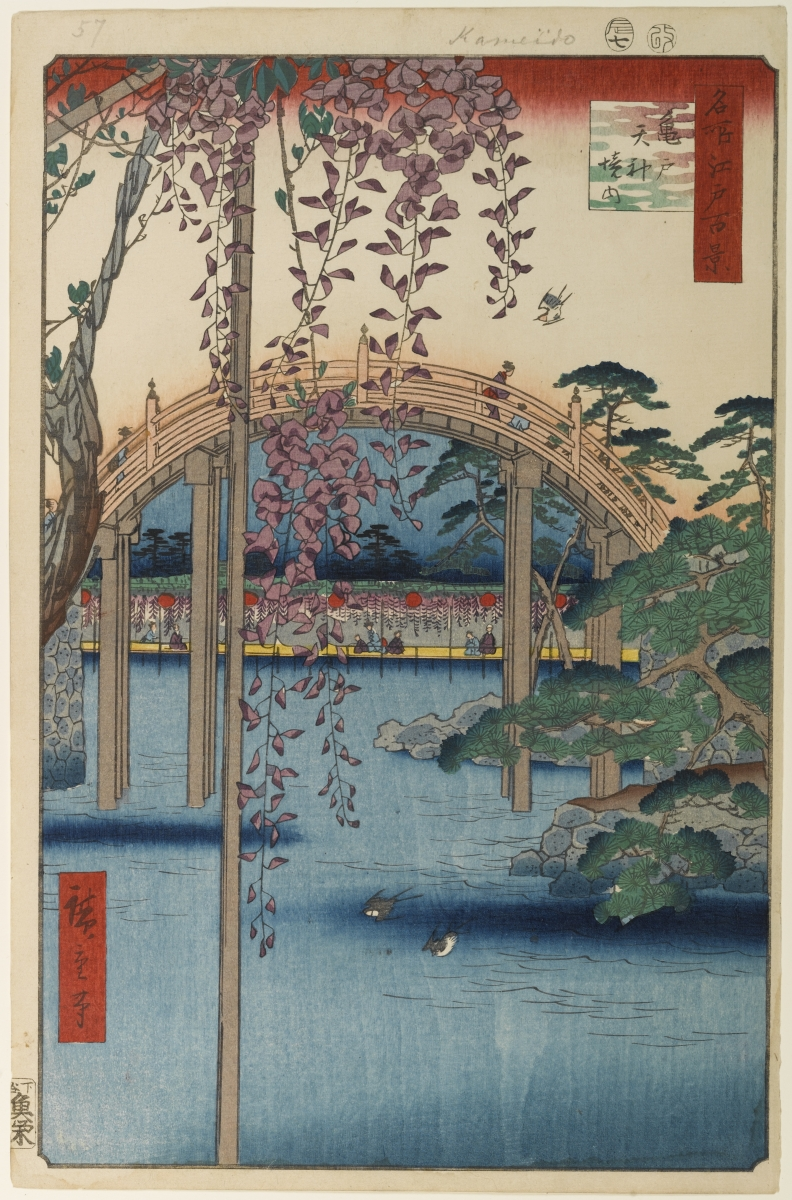
№57. «Окрестности храма Тенджин в Камейдо»
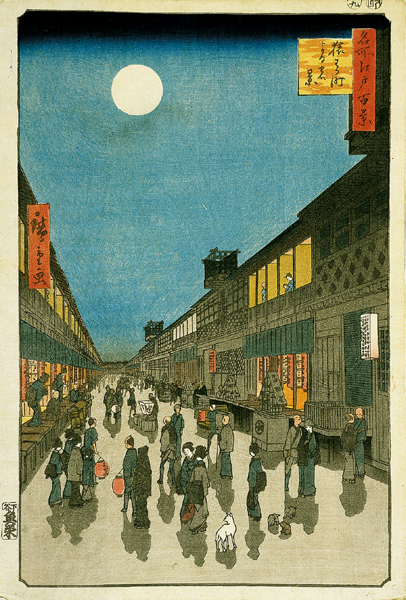
№90. «Вечерний вид Сарувакачо»
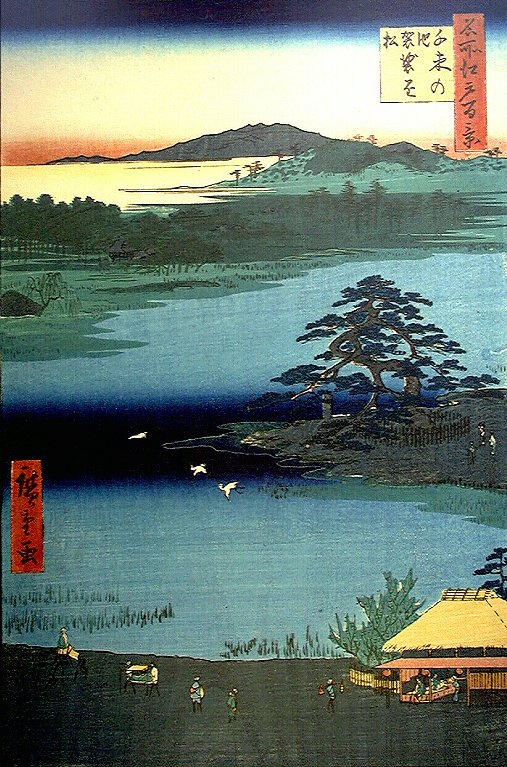
№110. «Сосна с плакучими ветвями на пруду Сензоку»
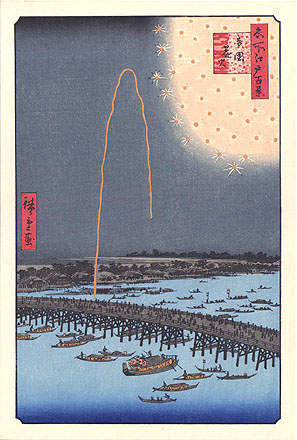
№98. «Фейерверки в Риогоку»

## Влияние на европейскую живопись
Работы Хиросигэ оказали значительное влияние на импрессионистов, включая Клода Моне, Гогена, а также на Ван Гога, который написал две картины — копии гравюр из Хиросигэ из этой серии.

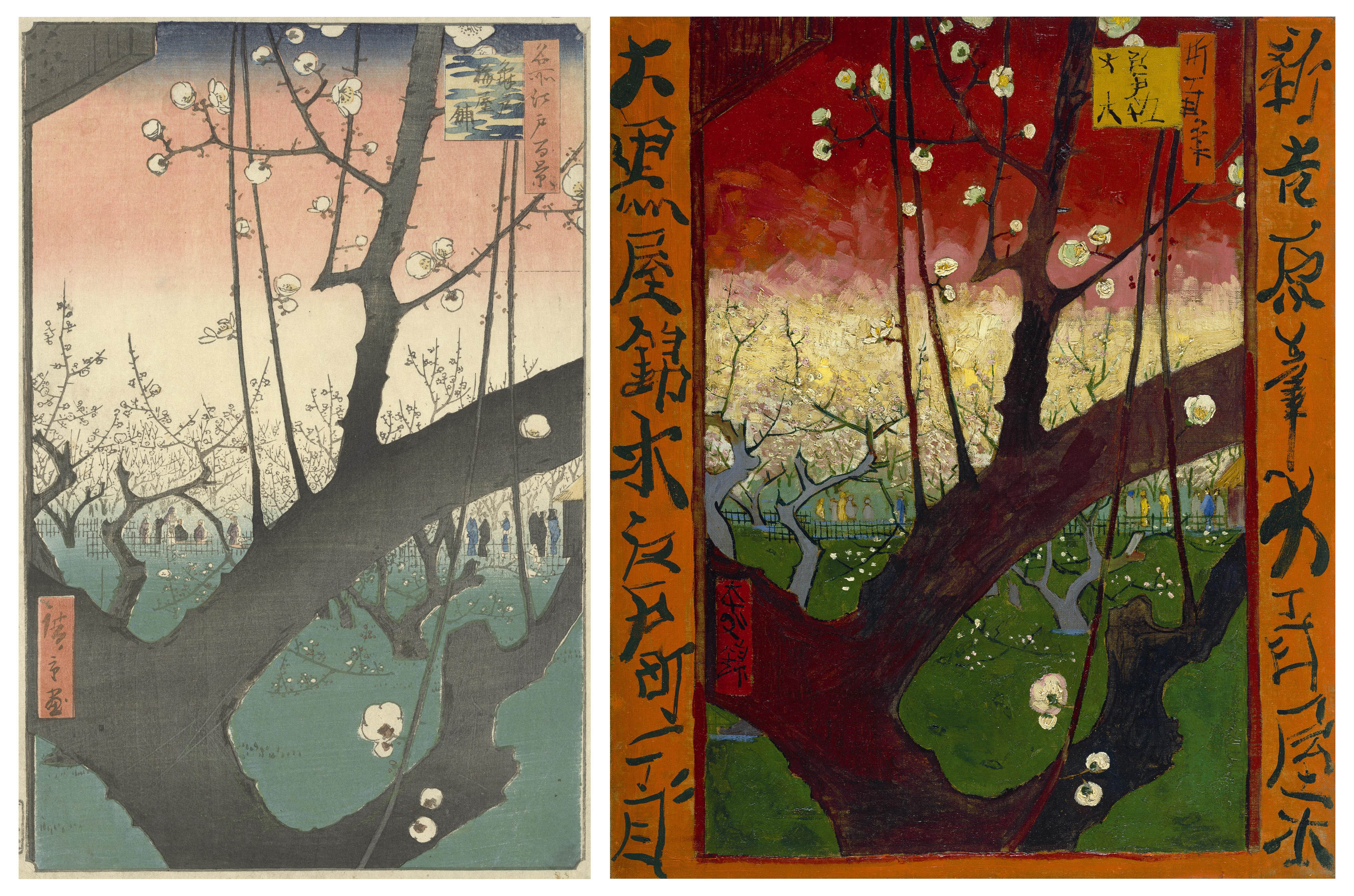
слева: Хиросигэ, «Сливовый сад в Камэйдо» справа: Ван Гог, «Цветущая слива»
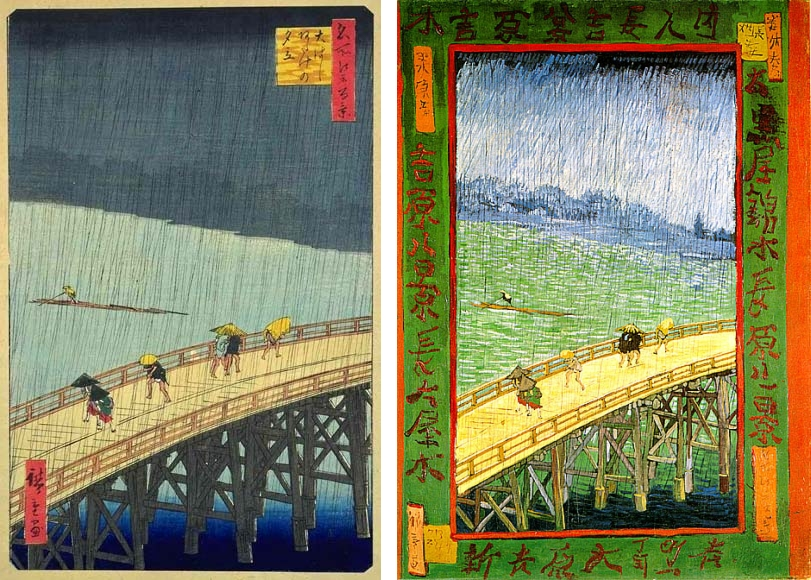
слева: Хиросигэ «Вечерний дождь в Атаке на Великом мосту», справа: Ван Гог

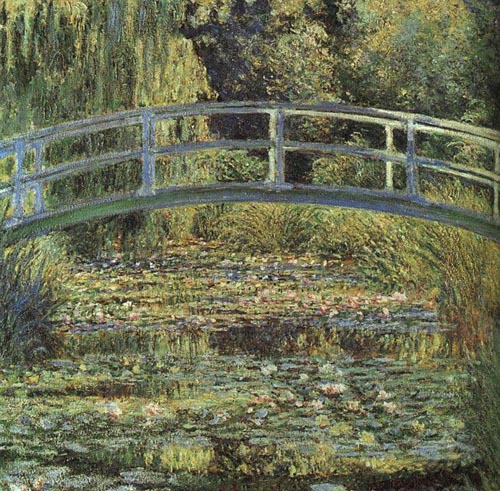
Клод Моне, «Кувшинки»
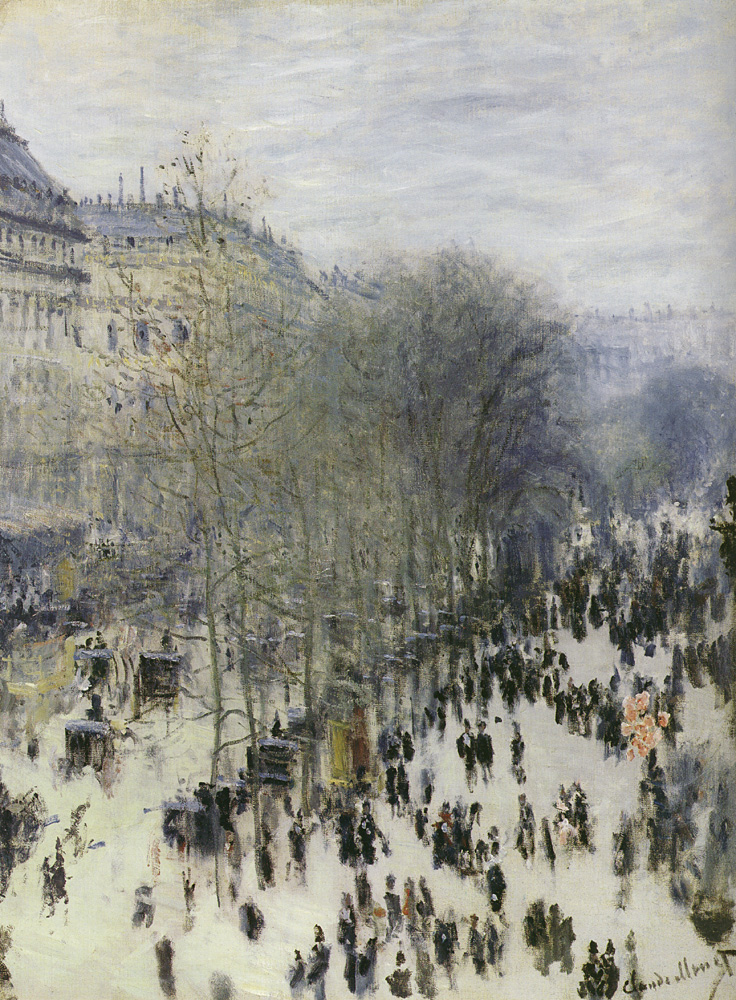
Клод Моне, «Бульвар Капуцинок»